# Antonio Cicco da Pontecorvo
Antonio Cicco da Pontecorvo (falecido a 21 de abril de 1477) foi um prelado católico romano que serviu como bispo de Caserta de 1459 a 1477.

## Biografia
Antonio Cicco da Pontecorvo foi ordenado sacerdote na Ordem dos Frades Menores. No dia 5 de novembro de 1459, foi nomeado bispo de Caserta pelo Papa Pio II, onde serviu como bispo até à sua morte no dia 21 de abril de 1477.

## Sucessão episcopal
| Sucessão episcopal de Antonio Cicco da Pontecorvo |
| --- |
| Enquanto bispo, foi o co-consagrador principal de: - Johann Isenberg, (1467); - Berthold von Oberg, (1468); - Philippe Bartolomei (1470); - Mamerto Fichet (1470); - Anton Nicolai, (1470); - Weribold von Heys, (1471); - Odon O'Driscoll, (1473); - Nicolás de Caffa, (1473); - Fernando de Castela, (1474). |